# NGC 2231
NGC 2231 је расејано звездано јато у сазвежђу Златна риба које се налази на NGC листи објеката дубоког неба.
Деклинација објекта је - 67° 31' 7" а ректасцензија 6h 20m 43,0s. Привидна величина (магнитуда) објекта NGC 2231 износи 13,2 а фотографска магнитуда 13,9. NGC 2231 је још познат и под ознакама ESO 87-SC6.